# Ligne Ōme
La ligne Ōme (青梅線, Ōme-sen) est une ligne ferroviaire du réseau JR East au Japon. Elle relie les gares de Tachikawa et Okutama dans la préfecture de Tokyo. La section entre les gares d'Ōme et Okutama est aussi surnommée Tokyo Adventure Line.

## Histoire
La ligne est ouverte entre Tachikawa et Ōme par le Chemin de fer d'Ōme en 1894. Elle est ensuite prolongée à Mitake en 1929. Le 1er avril 1944, le Chemin de fer d'Ōme est privatisé. La ligne est complétée par la portion Mitake - Hikawa (aujourd'hui Okutama) du Chemin de fer d'Okutama, nationalisé 3 mois après.
Depuis mars 2019, le service Ōme Liner est remplacé par le Limited Express Ōme.

## Caractéristiques

### Ligne
- Longueur : 37,2 km
- Ecartement : 1 067 mm
- Alimentation : 1 500 Vcc par caténaire
- Nombre de voies : 
  - Double voie de Tachikawa à Higashi-Ōme
  - Voie unique de Higashi-Ōme à Okutama

### Services et interconnexions
A Tachikawa, la ligne Ōme est interconnectée avec la ligne Chūō, ce qui permet des services directs entre la gare de Tokyo et celle d'Ōme. Une liaison avec la ligne Nambu existe également, pour des services saisonniers.
A Haijima, la ligne est interconnectée avec la ligne Itsukaichi et avec la ligne Hachikō.
Le Limited Express Ōme assure la liaison Tokyo - Shinjuku - Ōme.
Le week-end uniquement, le service Holiday Rapid Okutama assure la liaison Tokyo - Shinjuku - Okutama.

### Liste des gares
| Numéro | Gare             | Nom japonais | Distance depuis Tachikawa (km) | Correspondances                                                                 | Localisation |
| ------ | ---------------- | ------------ | ------------------------------ | ------------------------------------------------------------------------------- | ------------ |
| JC19   | Tachikawa        | 立川         | 0                              | JR East : Chūō (interconnexion), Nambu Monorail Tama Toshi                      | Tachikawa    |
| JC51   | Nishi-Tachikawa  | 西立川       | 1,9                            |                                                                                 | Tachikawa    |
| JC52   | Higashi-Nakagami | 東中神       | 2,7                            |                                                                                 | Akishima     |
| JC53   | Nakagami         | 中神         | 3,6                            |                                                                                 | Akishima     |
| JC54   | Akishima         | 昭島         | 5,0                            |                                                                                 | Akishima     |
| JC55   | Haijima          | 拝島         | 6,9                            | JR East : Hachikō (interconnexion), Itsukaichi (interconnexion) Seibu : Haijima | Akishima     |
| JC56   | Ushihama         | 牛浜         | 8,6                            |                                                                                 | Fussa        |
| JC57   | Fussa            | 福生         | 9,6                            |                                                                                 | Fussa        |
| JC58   | Hamura           | 羽村         | 11,7                           |                                                                                 | Hamura       |
| JC59   | Ozaku            | 小作         | 14,1                           |                                                                                 | Hamura       |
| JC60   | Kabe             | 河辺         | 15,9                           |                                                                                 | Ōme          |
| JC61   | Higashi-Ōme      | 東青梅       | 17,2                           |                                                                                 | Ōme          |
| JC62   | Ōme              | 青梅         | 18,5                           |                                                                                 | Ōme          |
| JC63   | Miyanohira       | 宮ノ平       | 20,6                           |                                                                                 | Ōme          |
| JC64   | Hinatawada       | 日向和田     | 21,4                           |                                                                                 | Ōme          |
| JC65   | Ishigamimae      | 石神前       | 22,4                           |                                                                                 | Ōme          |
| JC66   | Futamatao        | 二俣尾       | 23,6                           |                                                                                 | Ōme          |
| JC67   | Ikusabata        | 軍畑         | 24,5                           |                                                                                 | Ōme          |
| JC68   | Sawai            | 沢井         | 25,9                           |                                                                                 | Ōme          |
| JC69   | Mitake           | 御嶽         | 27,2                           | Funiculaire Mitake Tozan (à Takimoto)                                           | Ōme          |
| JC70   | Kawai            | 川井         | 30,0                           |                                                                                 | Okutama      |
| JC71   | Kori             | 古里         | 31,6                           |                                                                                 | Okutama      |
| JC72   | Hatonosu         | 鳩ノ巣       | 33,8                           |                                                                                 | Okutama      |
| JC73   | Shiromaru        | 白丸         | 35,2                           |                                                                                 | Okutama      |
| JC74   | Okutama          | 奥多摩       | 37,2                           |                                                                                 | Okutama      |

## Matériel roulant

### Actuel
La ligne Ōme est majoritairement parcourue par des automotrices série E233, y-compris pour les services Holiday Rapid Okutama et Holiday Rapid Akigawa, ainsi que par des automotrices série 209-1000. Les services Ōme sont assurés par les automotrices série E353.

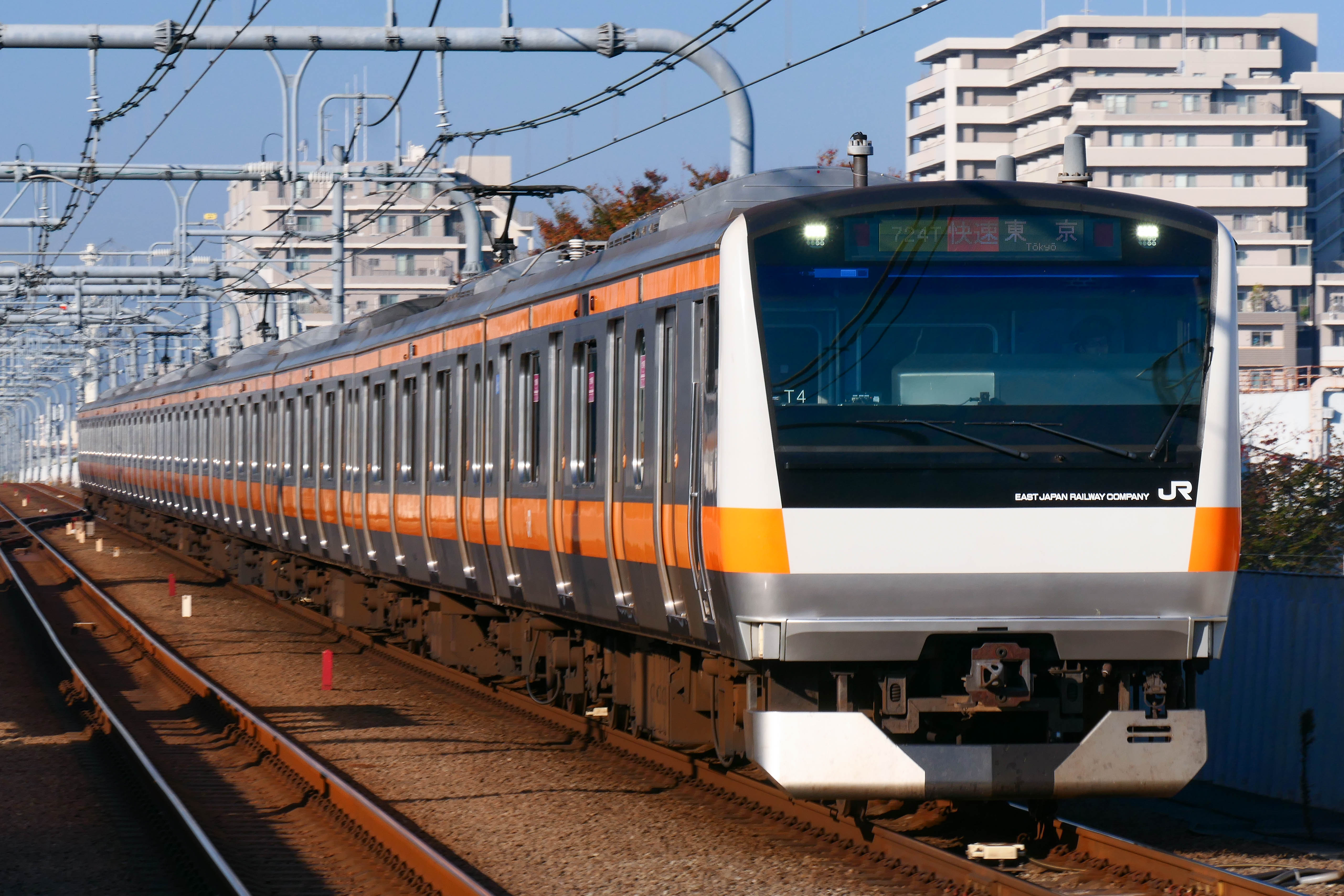
JR Série E233
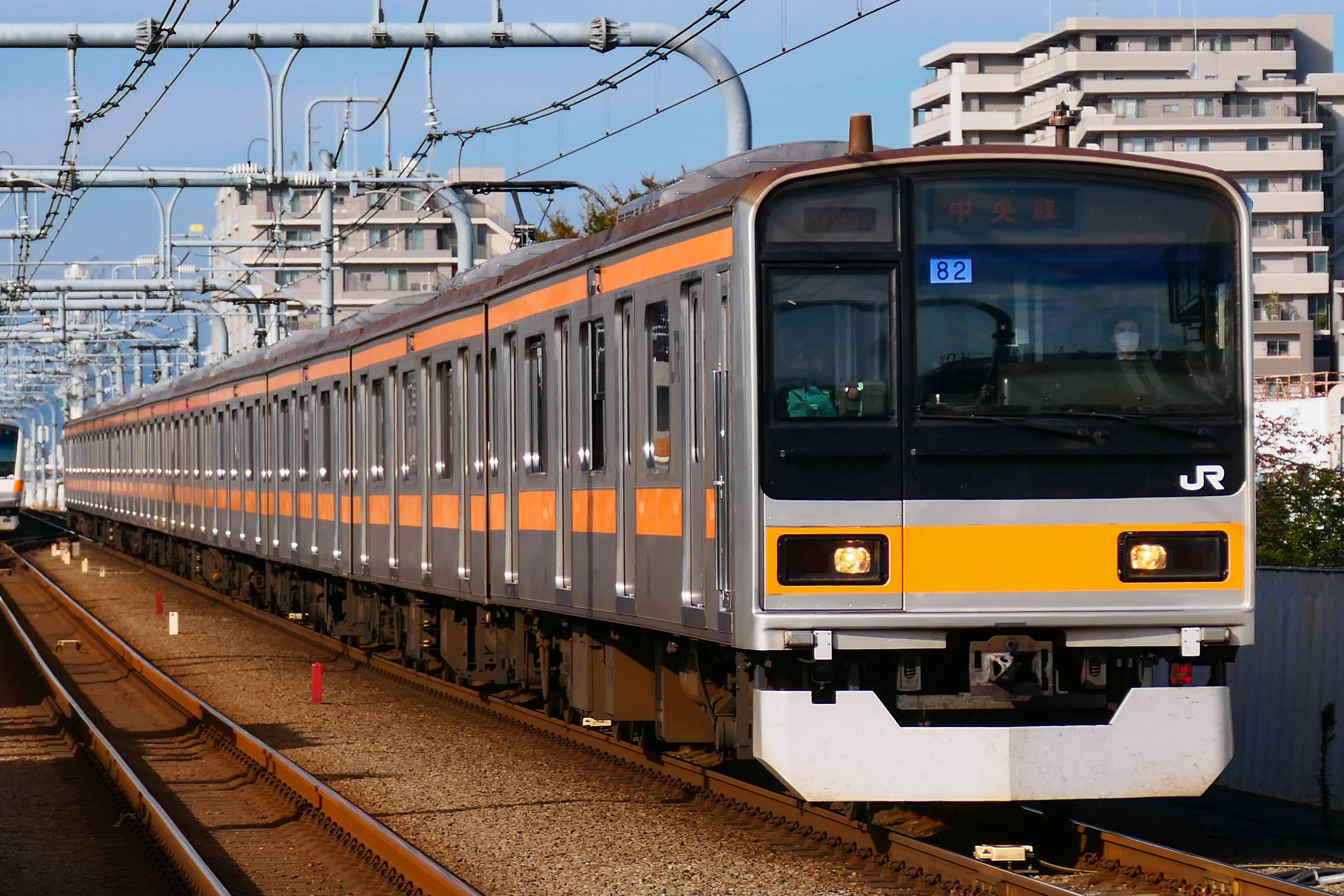
JR Série 209-1000
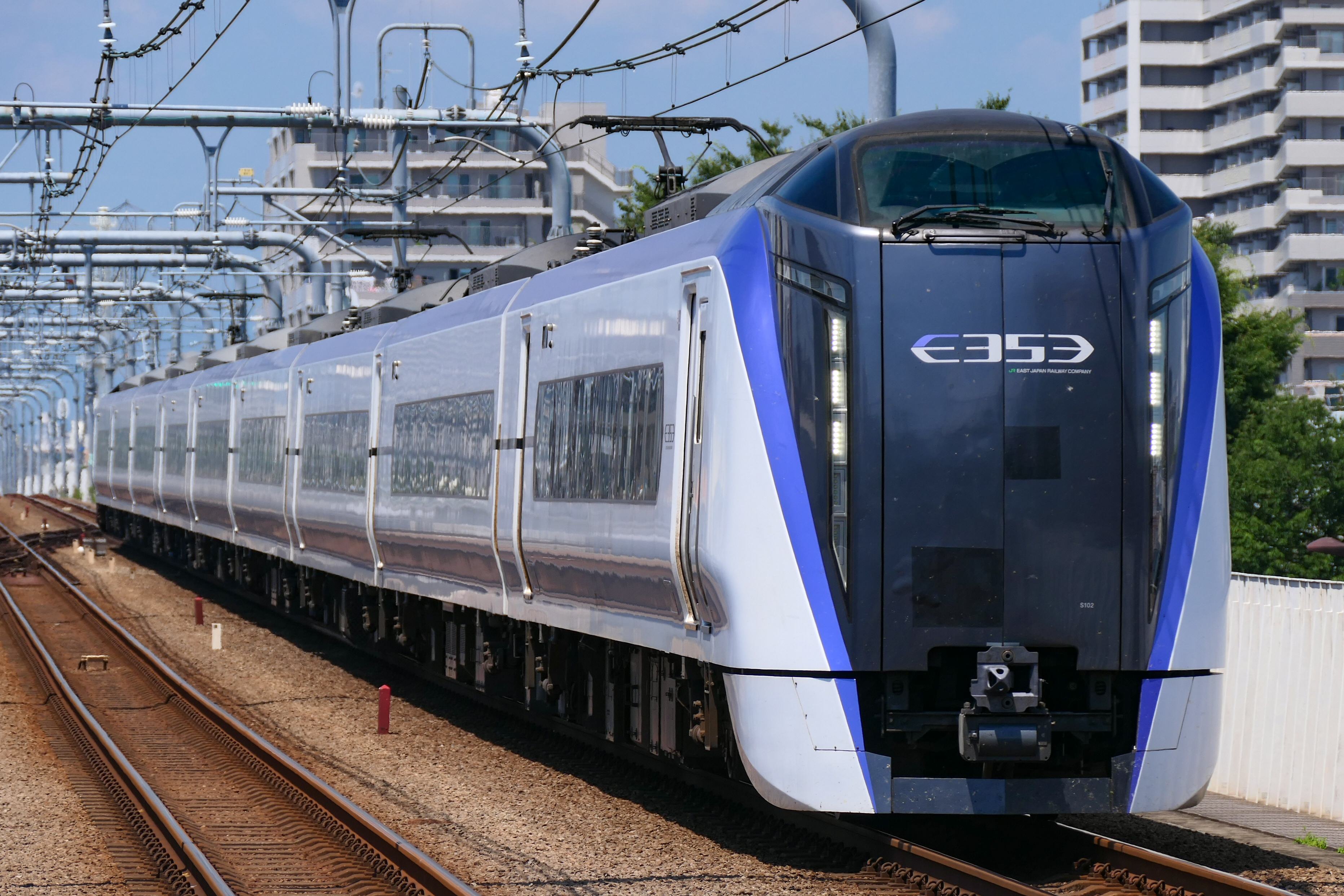
JR Série E353

### Ancien
Les services Ōme Liner étaient assurés par les automotrices série E257. Avant l'arrivée des automotrices série E233, la ligne était parcourue par des automotrices série 201.

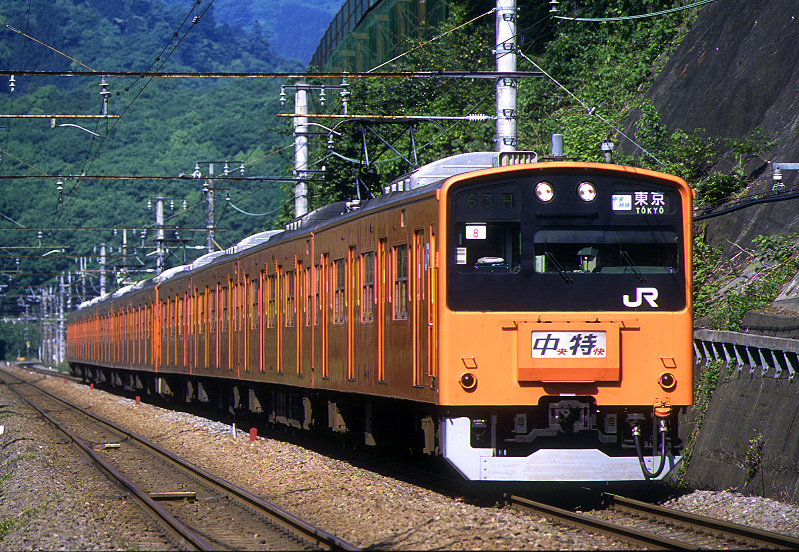
JR Série 201
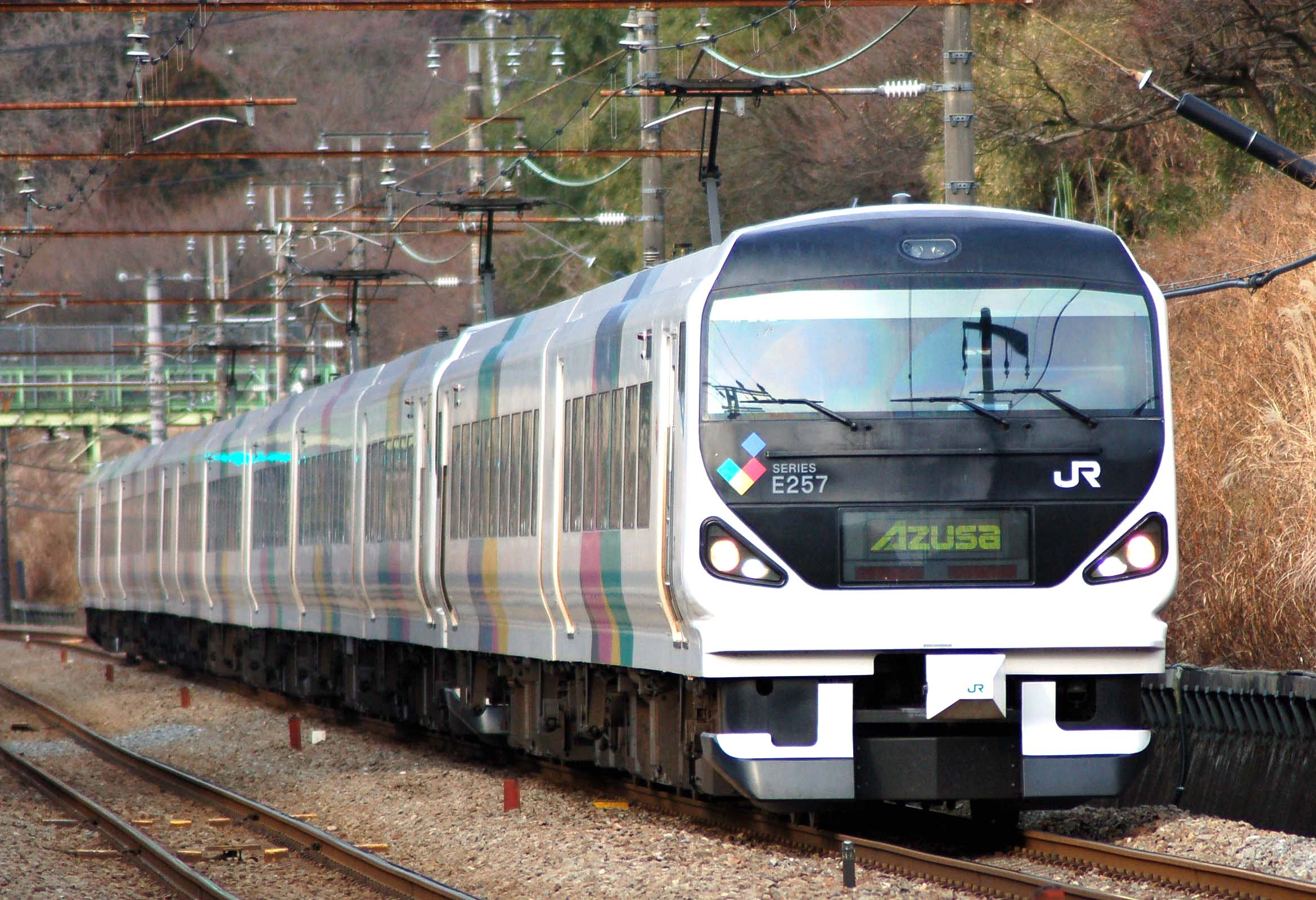
JR Série E257